# Contea di Oceana
La contea di Oceana, in inglese Oceana County, è una contea dello Stato del Michigan, negli Stati Uniti. La popolazione al censimento del 2000 era di 26 873 abitanti. Il capoluogo di contea è Hart.